# Тувалу на Летњим олимпијским играма 2016.
Океанска острвска земља Тувалу се такмичила на Летњим олимпијским играма 2016. у Рио де Жанеиру (Бразил), од 5.а до 21. августа. То је био треће узастопно учешће откако је 2007. године примљена у МОК.
Тувалу је на Олимпијским играма у Рију учествовала са Етимони Тимуанијем професионалним фудбалером, који се такмичио у атлетици.
Представник Тувалуа није освојио ниједну медаљу нити је оборио неки рекорд.
Тувалу је остао у групи земаља које до сада нису освајале олимпијске медаље.

## Учесници по спортовима
| Спорт      | Мушкарци | Жене | Укупно |
| ---------- | -------- | ---- | ------ |
| Атлетика   | 1        | 0    | 1      |
| Укупно (1) | 1        | 0    | 1      |

## Резултати по спортовима

### Атлетика
Тувалу је добио позив ИААФ да пошаље једног атлетичара на Игре.
Мушкарци
| Етимони Тимуани | 100 м | 11,72 | 11,81 | 7. у гр. 3 | Није се пласирао | Није се пласирао | Није се пласирао | Није се пласирао | Није се пласирао | 82 / 82 (84) |  |